# Casa-fàbrica Juncadella

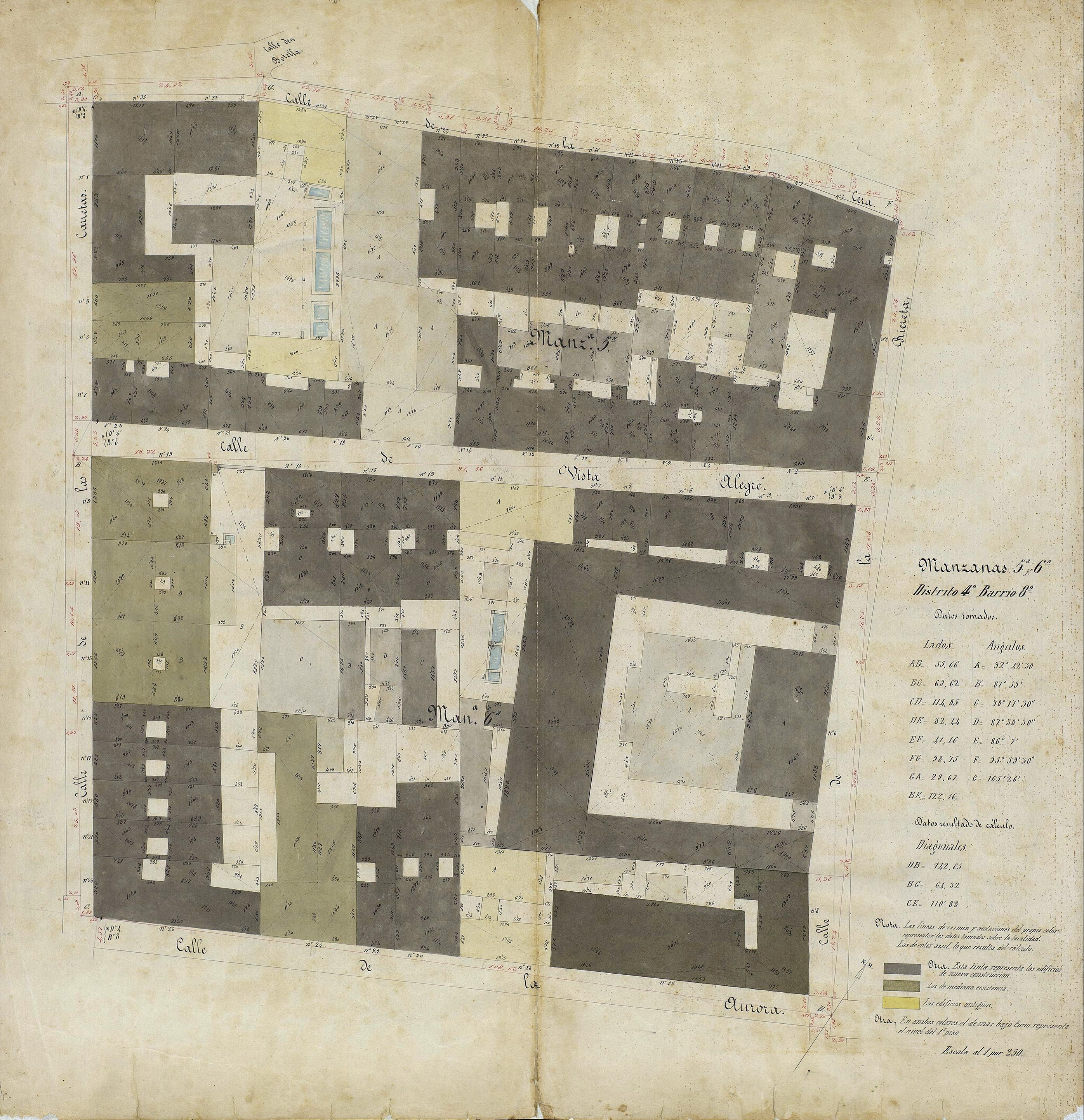
Quarteró núm. 110 de Garriga i Roca (c. 1860)

La casa-fàbrica Juncadella era un conjunt d'edificis situat a l'illa de cases entre els carrers de la Riereta, Vistalegre, i Aurora del Raval de Barcelona, del que només en queda en peu l'edifici d'habitatges del primer d'aquests carrers, si bé força transformat.

## Història i descripció
El 1840, Josep Sagristà i Rosés (hereu de Josep Sagristà i Piguillem), la seva mare Maria Rosa Rosés (usufructària), i Joan Figueras (tutor dels seus fills menors d'edat), van establir en emfiteusi un terreny al carrer de la Riereta a Joan Casamitjana, que poc després en va fer agnició de bona fe al fabricant Jeroni Juncadella i Casanovas. Entre 1841 i 1842, aquest hi va promoure la construcció d'una gran fàbrica de vapor, destinada al cicle complet del cotó: filatura, teixidura i estampació i que funcionaria sota la raó social G. Juncadella i Prat germans. Aquell mateix any, va adquirir en emfiteusi una altra parcel·la al carrer de l'Aurora a Pere Capdevila, Pere Olivas i Jacint Mata, i el 1844 una altra al carrer de Vistalegre a Josep Rumeu, on l'any següent faria construir un edifici segons el projecte de l'arquitecte Francesc Vallès.
La planta aixecada el 1846 (any de la legalització de la màquina de vapor) pel mestre d'obres Narcís Nuet i els «Quarterons» de Garriga i Roca mostren una disposició en forma d'«U» al voltant d'un pati central, amb dues «quadres» de crugia simple en sentit longitudinal i una altra de dues crugies al fons de la parcel·la. L'edifici principal, amb façana al carrer de la Riereta, era una casa-fàbrica en alçada, amb una «quadra» de doble crugia als baixos i habitatges als pisos superiors.

El 1843 hi va sorgir un conflicte laboral, relacionat amb l'anomenada «revolta de la Jamància». El 14 de març d'aquest any, el fabricant Nicolau Tous i Soler, president segon de la Comissió de Fàbriques, informava al Cap Polític de la província:
La fàbrica de hilados y tejidos de algodón de los SS. Juncadella y Prats Hermanos, sita en esta Ciudad y calle de la Riereta, ha dado parte a esta Comisión que después de haber tenido alguna diferencia con sus trabajadores del ramo de hilados por exigir éstos un aumento de precio, que les fue concedido, entraron los mismos en una segunda exigencia y pretendieron adulterar la mano de obra, dando al hilo menos torcido del que necesita para la confección de los géneros a que se aplica, lo que protestaron los dueños de la Fábrica por dañar su bien adquirida reputación. […] Los hiladores abandonaron sus máquinas, que quedaron paralizadas con todas las demás de preparación, formando grupos en las avenidas de la fábrica expresada, desde antes del amanecer hasta por la noche en la hora de cesar el trabajo, y estando en acecho por si otros trabajadores entran a sustituirles, lo que impiden con amenazas y aun por vías de hecho. […] Y si bien éstos [Juncadella i els germans Prats] hubieran hallado desde luego otros operarios que de buena gana se hubieran empleado en la Fábrica, esto no obstante tienen que sufrir los gravísimos prejuicios que se dejan conocer, sólo porque los trabajadores que se han separado tienen sobrados medios para amedrentar a los que al Establecimiento quieren acercarse.
El 1850, la fàbrica tenia 1.920 pues de filar en màquines mule-jennies, i 200 telers, dels quals 60 eren Jacquard. La força motriu era una màquina de vapor de 20 CV, i hi treballaven 460 obrers. El 1853, Juncadella va sol·licitar permís per a remuntar en tres pisos l'edifici del carrer de Vistalegre, segons el projecte de l'arquitecte Josep Fontserè i Domènech. Aquell mateix any, va comprar les antigues instal·lacions de la Societat Espanyola a Sant Martí de Provençals (carrer de Recaredo, 4), un intent fracassat de filatura d'estam que seria conegut com La Campana. El 1862, la fàbrica havia reduït el nombre d’obrers a 300, però en canvi tenia 8.812 pues de filar, 12 batans i 230 telers, a més d'un taller de reparació de maquinària. La inversió realitzada era de 1.595.000 rals, és a dir, 79.750 duros. El despatx era situat al carrer de la Lleona, 11.
Jeroni Juncadella va morir el gener del 1875, i els seus fills Antoni, Emili i Rodolf Juncadella i Oliva van continuar el negoci sota la raó social Fills de Jeroni Juncadella. El 1886, la fàbrica va tancar per la falta de vendes, segons una revista de l'època, i posteriorment va ser enderrocada.